# Valiha diffusa
Valiha diffusa S.Dransf., 1998 è una specie di bambù della famiglia delle Poacee (sottofamiglia Bambusoideae, tribù Bambuseae, sottotribù Hickeliinae), endemica del Madagascar.